# The Magic School Bus (série animada)
The Magic School Bus é uma série animada de televisão infantil educativa, baseada na série de livros de mesmo nome de Joanna Cole e Bruce Degen. Originalmente transmitida de 1994 a 1997, a série recebeu aclamação da crítica por seu uso de talentos de voz de celebridades, bem como combinando entretenimento com uma série educacional. A série é estrelada por Lily Tomlin como a voz da Sra. Frizzle. A música-tema é interpretada por Little Richard.

## Premissa
A série animada acompanha as aventuras da excêntrica professora Ms. Frizzle e seus oito alunos enquanto exploram as maravilhas da ciência em suas emocionantes viagens de campo. Sua jornada os leva a diferentes locais, períodos de tempo e encontros com várias criaturas, enquanto aprendem sobre a ciência e o mundo ao seu redor. A escola que frequentam, Walkerville Elementary, situa-se na cidade fictícia de Walkerville. Os personagens viajam por todo o mundo e para o espaço durante toda a duração do show.

## Produção
No início de 1991, o conceito The Magic School Bus foi l Bus foi  Bus foi coproduzido em uma série animada de mesmo nome pela Scholastic. A NSF é a primeira a comprometer-se a financiar um piloto animatic que ajuda a informar o desenvolvimento de séries. A criação e os testes do tes do es do projeto-piloto estão concluídos no início de 1992. Enquanto isso, outros financiadores, incluindo a Carnegie Corporation de Nova York e o Departamento de Energia dos EUA, se juntam ao esforço, permitindo que a Scholastic Productions comece a roteirizar enquanto procura um subscritor corporativo. no início de 1993, Lily Tomlin assina para interpretar a Sra. Frizzle, e Malcolm-Jamal Warner concorda em interpretar o Produtor. e O espetáculo entra em plena produção com Nelvana. Estreou em 10 de setembro de 1994. A ideia do programa foi desenvolvida por Craig Walker (ex-vice-presidente e diretor editorial sênior da Scholastic). A presidente da empresa, Deborah Forte, explicou que adaptar os livros para um programa de TV animado foi uma oportunidade para ajudar as crianças a "aprender sobre ciência de uma forma divertida". Durante esse tempo, Forte vinha ouvindo preocupações de pais e professores sobre como melhorar a educação científica para crianças e minorias em todo o mundo. Hanho Heung-Up Co., Ltd. contribuiu com algumas das animações para este programa. A música-tema, chamada "Ride on the Magic School Bus", foi escrita por Peter Lurye e interpretada por Little Richard. A direção de voz foi Susan Blu; dois dos roteiristas da série foram Brian Meehl e Jocelyn Stevenson.

## Exibição no Brasil e em Portugal
No Brasil, a série foi exibida pela TV Globo, mais tarde pela Nickelodeon, e mais tarde no Boomerang. Em 2013, a série foi redublada pela Netflix no estúdio Centauro.

Em Portugal, em 1995, foi exibido na RTP2 (Na altura era TV2) com a 1º Dobragem Portuguesa, mais tarde em 2002, foi reexibido na RTP2, Com outra dobragem portuguesa, em 2003, foi exibido no Canal Panda com a 3º dobragem portuguesa (Mas distribuida por Luk Internacional S.A.), mais tarde em 2005, foi reexibido na RTP2, (Na altura era a 2:), usando a 2º dobragem Portuguesa, em 2006, foi reexibido no Canal Panda, usando primeiro a 3º Dobragem e mais tarde, usou a 2º dobragem portuguesa. E em 2015, foi redobrada pela PTSDI Media para Netflix.